# 独善
独善（どくぜん、英: Self-righteousness）は、自分の信念・行動・所属が一般的な他者のそれらよりも優れているという感覚から導かれた道徳的な優位性の感情または表現である。
独善的な態度は、聖人ぶった、もしくは、独り善がりの態度とも呼ばれ、そのような態度の人は往々にして他の人の意見や行動を容認しない。
独善という言葉はしばしば軽蔑的に使われ、ジャーナリスト兼評論家のジェームス・ファローズはノーベル平和賞の受賞者は独善的だと述べている。これは、人は不完全で過ちを冒すこともあるという思想から、独善者の行為が偽善に見えるためである。この思想は、ジークムント・フロイトの提起した反動形成の防衛機制と類似した考え方である。独善と偽善の関係についてフロイトが言及する以前、1899年にペンネームRitaの著書Good Mrs. Hypocriteでも述べられている。